# Paralimna nebulosa
Paralimna nebulosa är en tvåvingeart som beskrevs av Wirth 1955. Paralimna nebulosa ingår i släktet Paralimna och familjen vattenflugor. Inga underarter finns listade i Catalogue of Life.